# Myrmecophilus pallidithorax
Myrmecophilus pallidithorax är en insektsart som beskrevs av Lucien Chopard 1930. Myrmecophilus pallidithorax ingår i släktet Myrmecophilus och familjen Myrmecophilidae. Inga underarter finns listade i Catalogue of Life.